# Дом Валдбург
Дом Валдбург (на немски: Haus Waldburg) е висш швабски аристократичен род. Родът е известен от средата на 12 век във Валдбург, в регион Равенсбург, Горна Швабия, Германия.
Първият известен от фамилията е Коно фон Валдбург, игумен на манастира Вайнгартен (1108–†1132). Той е автор на труда Августински коментар (на немски: Augustinuskommentar) и вероятно  Родознание на Велфите (на немски: Genealogia Welforum). Със смъртта на племенниците му Хайнрих (1140–1173) и Фридрих (1147–1183) фон Валдбург старата линия на Дом Валдбург изчезва по мъжка линия.
Еберхард фон Тане-Валдбург (* 1170; † 1234) се смята всъщност за основател на Валдбургския Дом, който носещ това име от 1217 г.
Еберхард и племенникът му Шенк Конрад фон Винтерщетен са от 1220 до 1225 г. съветници на германския крал Хайнрих Хоенщауфен.
През 1429 г. наследството на фамилията се поделя между трима братя в три линии: Еберхардска линия (Валдбург-Зоненберг), Якобска линия (Валдбург-Траухбург) и Георгийка линия (Валдбург-Волфег-Зайл).

## Титли на фамилията
- 1452 графове на Шеер;
- 1463 имперски графове на Зоненберг;
- 1628 имперски графове на Валдбург;
- 1803 имперски князе на Валдбург.

## Живи линии
- Валдбург-Волфег и Валдзе;
- Валдбург-Зайл и Траухбург;
- Валдбург-Зайл-Хоенемс.

- Герб на Валдбург
- Замък Валдбург
- Дворец Волфег
- Дворец Валдзе